# Nový Kostel (železniční zastávka)
Nový Kostel je železniční zastávka nacházející se na trati Tršnice – Luby u Chebu, v obci Nový Kostel, konkrétně v její části Spálená. 

## Popis
Historická budova na zastávce není příliš udržována a pro veřejnost je uzavřena. Nachází se zde jedna kolej a jedno nástupiště, tvořené pevnou hranou typu Tischer. Cestujícím slouží jako úkryt před nepřízní počasí částečné zastřešení budovy. Není zde umístěna informační tabule ani rozhlas. Cestujícím zde nejsou poskytovány žádné další služby.[zdroj?]